# Maras Bantan
Maras Bantan is een bestuurslaag in het regentschap Seluma van de provincie Bengkulu, Indonesië. Maras Bantan telt 654 inwoners (volkstelling 2010).